# Тит Сальвий Руфин Миниций Опимиан
Тит Сальвий Руфин Миниций Опимиан (лат. Titus Salvius Rufinus Minicius Opimianus) — римский политический деятель начала II века.
В 123 году Опимиан занимал должность консула-суффекта вместе с Гнеем Сенцием Абурнианом. Его имя недавно стало известно из одного важного диплома, найденного на территории Дакии Поролисской и датированной 10 августа 123 года. До этого только лишь имя «Миниций» указывало на то, что этот человек был проконсулом Африки. 138/139 год кажется более предпочтительной датой исполнения Опимианом полномочий проконсула, чем 139/140 год.